# Gun Lidestav

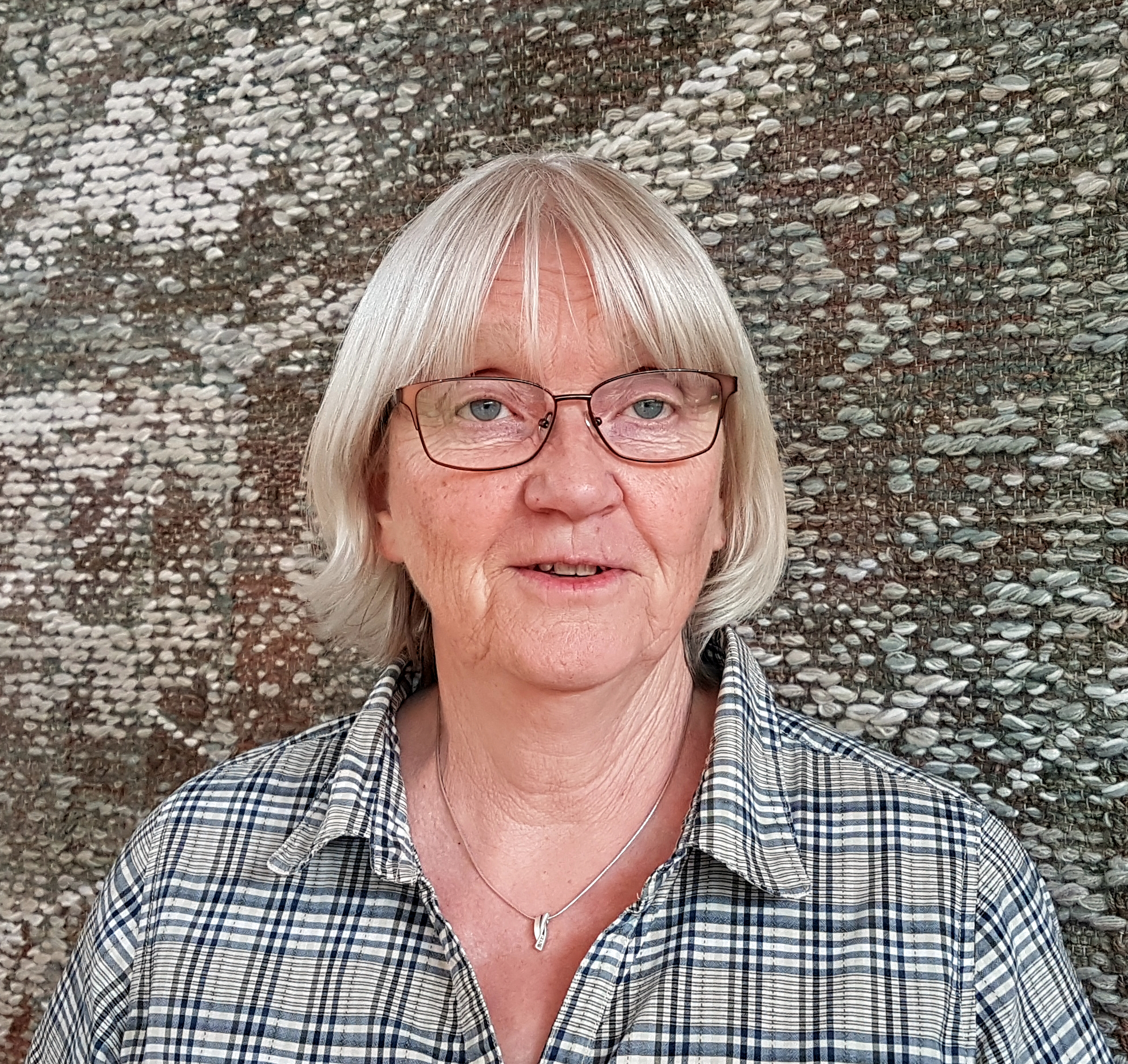
Gun Lidestav 2018.

Gun Ingegärd Carina Lidestav, född 3 december 1956 i Bjurholms socken i Ångermanland, är en svensk skogsforskare.

## Karriär och arbete
Gun Lidestav utexaminerades som jägmästare 1983  och blev 1994 som andra kvinna i Sverige skoglig doktor 1994 på avhandlingen Kommunägd skog: omfattning, användning och planering. Hon blev docent i skogshushållning 2001 och docent i skogsteknologi 2006 vid Sveriges Lantbruksuniversitet. 
Lidestav forskar om genus och skogsbruk. Tillsammans med Ann Merete Furuberg initierade Lidestav 2000 en "Gender and Forestry grupp" inom International Union of Forest Research Organizations (IUFRO)  och har sedan dess verkat som koordinator. Åren 2004–2006 ledde hon ett Team of Specialists on ‘Gender and Forestry’ som initierades av FAO/ECE/ILO Joint Committee on Forest Technology, Management and Training. Resultatet av arbetet publicerades i en FAOrapport “Time for Action – Changing the Gender Situation in Forestry”. 2019-2024 koordinerade hon en IUFRO Task Force på tema "Gender Equality in Forestry".
Lidestav fick 2003 Föreningen skogens utmärkelse Guldkvisten, för sin forskning om skogsägande kvinnor och för sitt sätt att förmedla sina resultat till en bred målgrupp. Vid IUFRO kongressen i Stockholm 2024 fick hon IUFROs utmärkelse Distinguished Service Award för sitt arbete kring genus och skogsbruk inom nätverket. 

## Publikationer i urval
- Lidestav, G., Engman, K. och Wästerlund D. (red.) (2000) Kvinna & skogsägare. LRF Skogsägarna [9]
- Lidestav, G. och Ekström, M. (2000) Introducing Gender in Studies on Management Behaviour Among Non-industrial Private Forest Owners. Scandinavian journal of forest research. 15:3, 378-386.[10]
- Lidestav, G. (2010) In competition with a brother: Women's inheritance positions in contemporary Swedish family forestry', Scandinavian Journal of Forest Research. 25:Suppl No.9 14-25.[11]
- Lidestav. G. (2015) (O)gillar kvinnor skogsbruk?. I Andersson (red) ”Den öppna skogen”. Kön, genus och jämställdhet i skogssektorn. [12]
- Follo, G, Lidestav, G., Ludvig, A.,Vilkriste, L., Hujala, T., Karppinen, H , Didolot F and Mizaraite, D.  (2017) Gender in European forest ownership and management: reflections on women as “New forest owners” . Scandinavian Journal of Forest Research 32 (2), 174-184.[13]